# Тхінаа Муралітхаран
Тхінаа Муралітхаран (малай. Thinaah Muralitharan, там. தீனா முரளிதரன்; нар. 3 січня 1998) — малайзійська бадмінтоністка. На літніх Олімпійських іграх 2024 року вона разом з Перлі Тан уперше в історії серед малайзійських бадмінтоністок вийшли до півфіналу жіночому парному розряді. На Іграх Співдружності 2022 року Тан і Муралітхаран стали чемпіонами в парному жіночому розряді та у змішаному парному розряді.

## Спортивна кар'єра
У 2021 році Тхінаа Муралітхаран разом із своєю партнеркою Перлі Тан здобули свій перший титул переможця у Світовому турі BWF на турнірі Swiss Open. У 2022 році Тан і Муралітхаран стали переможцями відкритого чемпіонаті Франції, ставши першою в історії малайзійською жіночою парою, яка здобула цей титул.
Найкращим результатом Тхіни та її партнерки Тан у 2023 році був вихід до фіналу турнірів «Malaysia Masters» і «Hong Kong Open».
Тан і Муралітхаран стали першою в історії малайзійською жіночою парою в бадмінтоні, яка пройшла до півфіналу Олімпійських ігор на літніх Олімпійських іграх 2024 року в Парижі. Посідаючи на той час 13-те місце у світі за рейтингом, вони потрапили до групи з китайським дуетом Чень Цинчень і Цзя Іфань, японською парою Маю Мацумото і Вакана Наґахара, та дуетом з Індонезії Апріяні Рахаю і Сіті Фадія Сілва Рамадганті, які займали 1-е, 6-те та 9-те місця у світі за рейтингом відповідно. Успішно вийшовши з групового етапу з результатом 2–1, вони перемогли на той час сьому пару в світовому рейтингу Кім Со Йон і Кон Хі Йон з Південної Кореї, проте у півфіналі знову поступилися китайським спортсменкам Чень Цинчень і Цзя Іфань, а в матчі за третє місце малайзійки поступилися японському дуету Намі Мацуяма і Тіхару Сіда.
Тінаа і Тан вийшли у свій перший фінал турніру в 2024 році на відкритому чемпіонаті Кореї, посівши друге місце після південнокорейської пари Чон На Ин і Кім Хє Чжон.

## Особисте життя
Тхінаа — друга дитина С. Муралітхарана та Парімали Деві Калалінгам. У неї є старший брат і молодша сестра Селінаа Муралітхаран, колишня член збірної штату Селангор. Вона вільно володіє всіма 4 основними мовами, поширеними в Малайзії: тамільською, малайською, англійською та мандаринською, якої вона навчилася від своїх друзів-китайців під час навчання в спортивній школі Букіт-Джаліл. У жовтні 2024 року Тхінаа отримала ступінь бакалавра з викладання англійської як другої мови у Відкритому університеті Малайзії. Під час цієї події вона також була нагороджена спеціальною нагородою «Ікона спорту».